# Bell X-1

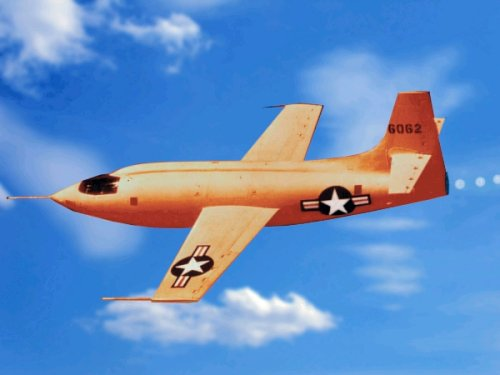
Bell X-1

El Bell X-1, originalment conegut com a XS-1, va ser el primer avió capaç de superar la velocitat del so amb un vol horitzontal, per tant, de travessar la barrera del so.

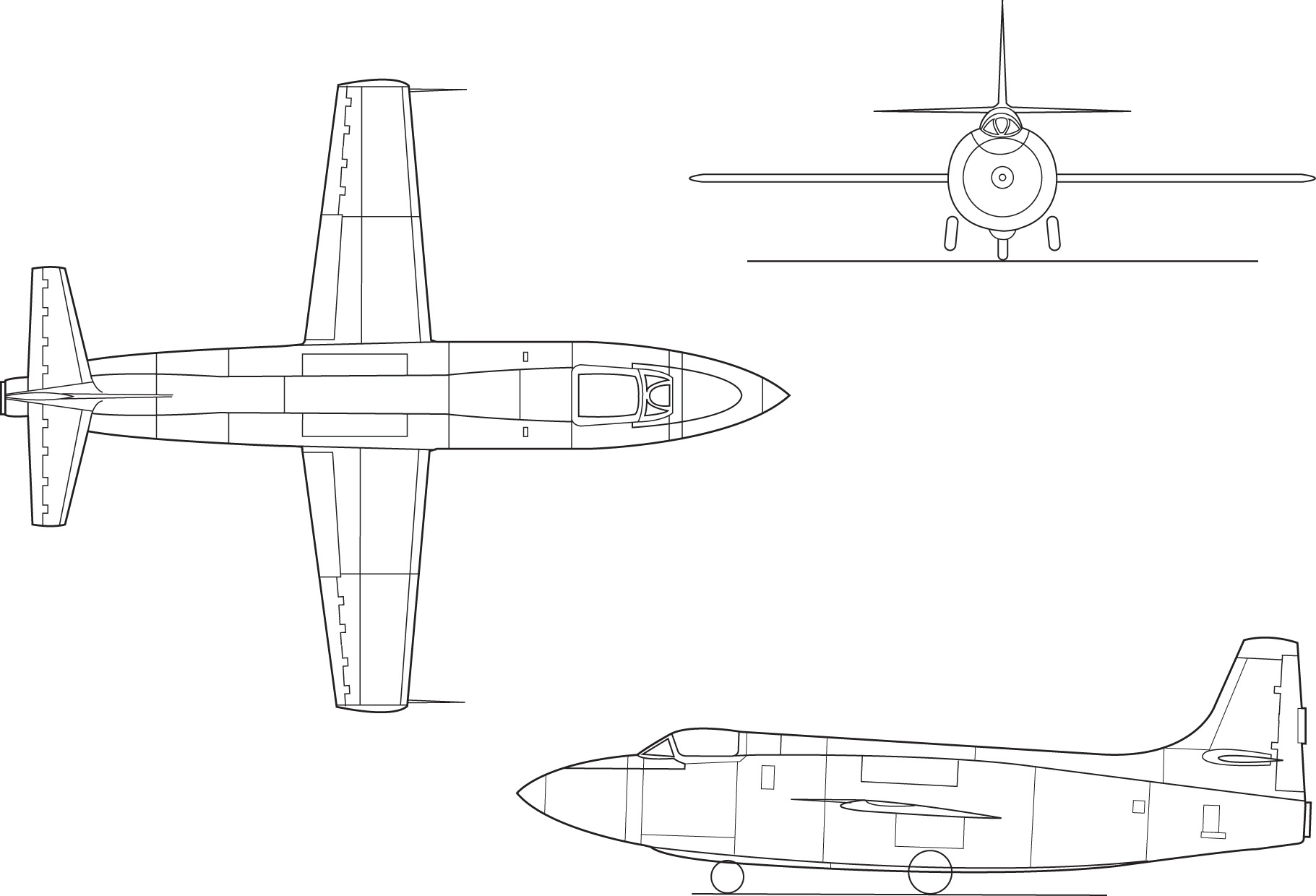
Vistes del Bell X-1

## Història
Al començament del 1946, dos Bell XS-1 varen dur a terme una sèrie de proves a l'aeròdrom militar de Muroc (Califòrnia), a les que s'anava augmentant la velocitat progressivament per tal d'obtenir les dades necessàries per dur a terme vols a velocitat supersònica i que van acabar el 10 de novembre de 1947. El 14 d'octubre de 1947, un avió pilotat per Charles Elwood Yeager de la Força Aèria dels Estats Units d'Amèrica, va assolir la velocitat de Mach 1 i una altitud de 45.000 peus travessant la barrera del so. L'aeronau va ser llançada per la panxa d'un B-29 Superfortress modificat des de 9.000 m d'altitud i va planar fins que va poder dur a terme l'aterrament a una pista. Es va assolir aquesta fita al 50è vol, a una velocitat màxima de Mach 1,06.
El 8 d'agost de 1949, el capità Frank Everest va pujar amb un X-1 fins als 21.925 m. Després de la primera versió se'n van fer 3 més: el X-1A, amb el que Yeager va arribar a una velocitat de 2.655 km/h el 12 de desembre de 1953 i Arthur Murray va pujar fins als 27.435 m d'altitud el 4 de juny de 1954, el X-1B, el X-1D i, l'últim de la sèrie, el X-1E que es va reconvertir a partir del segon X-1 per provar una nova ala d'alta velocitat.
En total, la sèrie d'aparells X-1 van realitzar fins a 231 vols.

## Disseny
Com que no es tenien molts coneixements sobre velocitats transsòniques els enginyers van escollir pel fuselatge un disseny imitant la forma d'una bala de 12,7 mm i una ala molt prima. L'aeronau era impulsada per un motor de coet Reaction Motors XLR-11-RM3 de 26,7 kN de càrrega i molt poca autonomia. L'aeronau buida pesava 3175 kg, carregada 5545 kg i el pes màxim en envolar-se era de 5557 kg. El primer model de l'avió podia assolir com a velocitat màxima 1.541 km/h, podia arribar a 5 min d'impuls sostingut pel motor i tenia un sostre de servei de 21.900 m.
Aquest avió va ser el primer que es va construir amb intencions d'investigació, sense produir-ne una sèrie i es va pintar de color taronja per poder-lo observar bé, sent batejat pel seu pilot com Glamorous Glennis, pel nom de la seva companya. El seu disseny va ser realitzat a partir de les propostes de la NACA, va ser pagat per la Força Aèria dels Estats Units d'Amèrica i construït per Bell Aircraft Inc. La construcció d'aquesta aeronau va proporcionar dades per al disseny de futures aeronaus d'alt rendiment.

## Característiques (X-1)
Característiques generals
- Tripulació: 1
- Longitud: 9,45 m
- Envergadura: 8,53 m
- Alçada: 3,3 m
- Superfície de l'ala 12 m2
- Pes buit: 3.175 Kg
- Pes carregat: 6.078 Kg
- Motor: 1× coet Reaction Motors Model 6000 C4  , 2.721 Kg d'empenyiment

 Rendiment 
- Velocitat màxima: 1.609 km/h